# Детлок
Детлок (англ. Deathlok), также известный как Детлок Разрушитель (англ. Deathlok the Demolisher) — вымышленный персонаж комиксов, публикуемых издательством Marvel Comics, супергерой-киборг. Был создан Риком Баклером и Дагом Манчом и впервые появился в Astonishing Tales № 25 (август 1974 года). Впоследствии личность Детлока использовали несколько персонажей, главной отличительной чертой которых было возрождение с помощью кибернетических технологий. «Технология Детлок» также использовалась и в других историях вселенной Marvel.

## История публикаций
Первая серия Deathlok появилась Astonishing Tales № 25-36 (августа 1974 — июль 1976). Этот персонажа по имени Лютер Мэннинг позже появился вместе с Человеком-пауком в Marvel Team-Up № 46 (июнь 1976) и истории из отмененных удивительной Сказки комиксов была закончена в Marvel Spotlight # 33 (апрель 1977).
Детлок впоследствии появился вместе с членом Фантастической четвёрки Существом в Marvel Two-in-One № 26, 27, 28, 34 и № 54, хотя в одном из появлений он оказался робот, а не подлинным Детлоком. Лютер Маннинг затем появился в Captain America № 286—288 (октябрь-декабрь 1983).
Новый Детлок, Майкл Коллинз, дебютировал в серии Deathlok № 1-4 (июль-октябрь 1990, переиздана в Deathlok Special № 1-4 в следующем году). Он был вторым Детлоком, созданным в современную эпоху, а также вторым созданным для традиционной Вселенной Marvel. Он появлялся в 34 выпусках серии с июля 1991 года по апрель 1994 года, а также в двух одиночных выпусках в 1992 и 1993 годах.
Ещё один персонаж, носивший имя Детлок, Джон Келли, был создан Дуэйном Макдаффи и Грегори Райтом в качества предварительного просмотра предстоящего перезапуска Детлока. Позже Грегори Райт вернул персонажа, дав ему имя Осада.
Следующий Детлок, агент Щ. И. Т. Джек Труман, дебютировал в одиннадцати выпусках ограниченной серии (сентябрь 1999 — июнь 2000). Детлок также появился в четырёх выпусках ограниченной серии Beyond!, а Майкл Коллинз, в человеческой форме, а не как Детлок, появился в Fantastic Four № 544—545 (май-июнь 2007). Несколько неназванных Детлоков появились в Black Panther, том 4, № 1-6, они не обладали человеческой чувствительность и были созданы из трупов солдат, убитых в Ираке.
Детлок имеет свою собственную серию, начавшуюся в октябре 2014 года.

## Биографии персонажей

### Лютер Маннинг
Полковник Лютер Маннинг был американским солдатом из Детройта, штата Мичиган, который после того смертельного ранения был реанимирован в постапокалиптическом будущем, превращённый в экспериментального киборга Детлока, созданного Саймоном Райкером. Он устно общается со своим симбиотическим компьютером. В итоге он убегает из-под контроля Райкера, мечтая восстановить свою человечность и сражаясь с военными режимами США. Во время битвы с Саймоном Райкером и первым Военным волком он встречается со своей женой и сыном в первый раз после того, как стал киборгом. Он сражается с Супер-танком, а затем начинает охоту на «киборга-доктора». После битвы с Саймоном Райкером, как Спасительной машиной, его разум был помещён в клон Лютера Маннинга. Он сражается с мутантами вместе с путешествующем во времени Человеком-пауком, начинает работать на ЦРУ, в первый раз сталкивается с Годвульфом и в итоге перемещается в прошлое, в современную эпоху.
Он сражается с Дьявольским охотником, но потом вместе с ним противостоит демонам. Позже попадает под контроль злодеев Менталло и Фиксера и отправляется убить Президента, но был остановлен Существом и Ником Фьюри. После его захвата у него случается кататонический синдром, и он был доставлен в Англию для лечения, проводимого Луисом Кнортом,, после завершения которого Ник Фьюри берет его под стражу.
Детлок был восстановлен компанией Roxxon в качестве робота и был послал, чтобы саботировать Проект Пегас. Робот вступает в битву с Существом и Квазаром и в результате битвы самоликвидируется. Реальный Детлок, работающий в Brand Corporation, сражался с Капитаном Америка и путешествующем во времени клоном Лютера Маннинга. Позже объединился с Капитаном Америка, Годвульфом и Искупителями он сражался c Хеллингером.
Некоторое время спустя оказывается, что в основной вселенной жил другой Лютер Маннинг, которому начинает сниться, что он также стал Детлоком. С помощью Управляющего временем он становится точной копией Детлока. Первый Детлок, Управляющий временем и Маннинг сражались с Годвульфом и другими Детлоками: Майклом Коллинзом и Осадой, в результате битвы Маннинг из основной вселенной погибает.
Детлок Маннинг в конечном итоге возвращается в своё времени и остаётся в своём альтернативном будущем, проводя время в поисках цели в жизни, и будучи не в состоянии отключить себя от машины, связанной с ним. В конце концов, Мэннинг перемещается в основную вселенную Marvel и сталкивается с Сорвиголовой и Кингпином. После он был задержан организацией Щ. И.Т., из которой впоследствии был похищен суперзлодеем Филином, иммобилизован и выставлен на аукцион в качестве оружия. Перед продажей, которая могла быть завершена, он был украден преступным главарём Капюшоном и превращён в камикадзе.

### Джон Келли
Келли впервые появился в качестве Детлока в Marvel Comics Presents № 62. Эта версия была сделана для армии Соединенных Штатов по программе Детлок одним из руководителей ЦРУ Харланом Райкером, после изучения тела Лютера Маннинга. Этот Детлок первоначально управлялась Келли, пока его системы не определили, что разум Келли мешал завершению программы «First Run», после чего Детлок отключился от мозга Кэлли и завершил свою миссию. Мозг Келли был снят с киборга для утилизации, но копия его сознания сохранилась и переместилась в одного из новых киборгов. Келли позже взял имя Осада, стал наёмником и работал на Серебряного соболя.

### Майкл Коллинз
Профессор Майкл Коллинз родился в Филадельфии, штате Пенсильвания. Он работал в кибернетической корпорации CyberTek Roxxon Oil. При обнаружении программы Детлок он был застрелен успокоительным средством Харланом Райкером, и его мозг был пересажен в киборг Джона Келли. Машина была использована против повстанцев, борющихся против влияния Roxxon в вымышленном южноамериканской стране Эстрелле. Коллинз пришел в сознание во время этой миссии и остановил программу киборга чтобы не убить ребёнка.
Хотя его мозг служит только в качестве среды для программы робота, он был в состоянии отстаивать свою волю над ним, установив «параметр неубийства». Компьютер полностью готов слушать Коллинз, хотя он должен следить, чтобы его приказы помогали как выполнить миссию и так и сохранять жизни людей. Он помогает Нику Фьюри и Щ. И.Т. в предотвращении ядерного удара по США. Позже Коллинз узнаёт, что его человеческое тело все ещё живо и скрывается Харланом Райкером.
Детлок вместе с Фантастической четвёркой, Людьми Икс и Мисти Найт сражался с Мехадумом, вместе с Карателем противостоял Сильвермейну, после чего Коллинз, наконец, раскрывает своей семье своё существование в виде киборга.
Коллинз начинает искать своё человеческого тела. За это время он боролся с Лунатиком и помогал Серебряному соболю восстановить украденную Статую свободы. Он помогает импровизированной команде разных героев во время инцидента «Максимальной резни», защищая людей Нью-Йорка от массового убийства группой суперзлодеев. В конечном счете, Коллинз получил возможность перейти из тела Детлока в человеческую форму по желанию.

### Джек Труман / Ларри Янг
Джек Трумэн был агентом Щ. И.Т. который был преобразован в киборга, чтобы сражаться c Красным черепом. Через телепатические средства, он в конце концов поменялся разумом с другим бывшим агентом Щ. И. Т. Ларри Янгом, вселившись в его тело. Янг рассматривается как «потенциальный новобранец» по программе Инициатива.

### Проект: Детлок
В сюжетной линии Тёмное правление, ударная сила организации М. О. Л. О. Т., состоящая из возрождённых трупов, бионики была отправлена, чтобы захватить исследовательский центрсупер-солдат, известный как «Мир». Эти модели действовали как традиционные зомби, их миссия была неудачной, и, как следствие, «Проект: Детлок» был пересмотрен.

### Детлок Прайм
К команде Росомахи присоединяется Детлок Прайм из альтернативного будущего, свободный от мозга человеческого хозяина. Он сталкивается с захватчиками из другого будущего, где Сила Икс и все остальные супергерои, были превращены в Детлоков, контролируемых мировой властью с народной поддержкой, которые создали утопию, в которой отсутствует преступность.
Позже Детлок появляется в Школе для одарённых имени Джин Грей.

### Дет Локет
В серии Avengers Arena, являющейся частью Marvel NOW!, появляется женско-подростковая версия Детлока, названная Дет Локет. Она оказалась Ребеккой Райкер, дочерью Харлана Райкера. После увечья в результате взрыва, который убил её мать и брата, Ребекка была восстановлена с использованием технологии Детлок, разработанной её отцом.
Позже злодей по имени Аркада похищает её вместе со студентами Академии Мстителей и Академии Брэддока и заставляет их сражаться с другими подростками-сверхлюдьми в своей последней версии Мира убийств.

## Силы и способности

### Маннинг
Тело полковника Лютера Маннинга было перестроено в тело киборга Харланом Райкером. Механические и кибернетические физиологии Детлока дали ему несколько сверхчеловеческих способностей, в том числе сверхчеловеческую силу, выносливость, ловкость, рефлексы, а мозг был дополнен компьютером. Правая рука и левая половина его лица бронированны с помощью кибернетических имплантатов. Он носит тканые металлические сети значительной долговечности. Детлок носит с собой гелие-неоновый лазерный пистолет, разработанный американской армии, и метательные кинжалы.
Мэннинг был выпускником военной академии, он является блестящим военным стратегом, превосходным мастером рукопашного боя, имеет большой опыт в обращении с ножами, кинжалами, огнестрельным оружием и лазерными пистолетами.
Позже он был взят в плен и модернизирован организацией Щ. И.Т. с земли-616, после чего он стал обладать реактивными ботинками, которые позволяли ему прыгать на большую высоту, а его способности были расширены до более высоких уровней.

### Коллинз
Человеческий мозг Майкла Коллинза был пересажен в тело киборга группой учёных CyberTek. Его тело киборга предоставляет ему такие же полномочия, как у Маннинг, только с гораздо большей силой, скоростью и устойчивостью к травмам. Он обладает широким спектром визуальных и слуховых способностей. Детлок имеет возможность соединяться с фактически любой компьютерной системой. Он также способен проецировать своё сознание и сенсорные проекции непосредственно в сети, что делает его способность непосредственного взлома компьютерных систем гораздо эффективне традиционных хакеров. Он может прицеливаться на несколько объектов и отслеживать их. Он может сканировать весь электромагнитный спектр, а также отслеживать компьютерные системы. Он научился использовать внутренних наноботов для ремонта и изменения своих органических и неорганических частей, что позволяет ему выступать в качестве либо гуманоида-киборга, либо полностью человека.
Он также имеет очень сложный искусственный интеллект, способный быстро решать сложные задачи и оценивать шансы на успех. Если требуется, искусственный интеллект может взять под контроль всё тело для выполнения задач. Сам Коллинз не обладает боевыми навыками, но при компьютерно-ориентированных боевых процедурах, он становится отличным рукопашным бойцом с обширной базой данных боевых приемов и стратегий. Коллинз отличный программист с учёной степенью в области компьютерных наук и протезирования, он помог построить тело Детлока вместе с другими учеными CyberTek, в том числе Уильямом Хансеном, Беном Джейкобсом, Стэнли Кроссом, доктором Ху и Джим Дуорманом.
Став Детлоком Коллинз позже изменил свои системы. Как и Маннинг, Коллинз носит тканые металлические сетки значительной долговечности. Он имеет плазменный пистолет, который черпает энергию из внутреннего источника питания. Детлок также обладает складной плазменной винтовкой, способный большей огневой мощью с теми же ограничениями, набором плазменных гранат и ножом из молибденовой стали. Он носит на запястье браслет, который позволяет Детлоку переопределить подобные кибернетические операционные системы, а также имеет шлем из сплава адамантия и вибраниума. Он иногда использует переоборудованным истребителем CyberTek Dragonfly с дальностью действия до нескольких сотен миль.

## Альтернативные версии

### Mutant X
В реальности Mutant X Детлок является членом Мстителей.

### Ultimate Marvel
В выпуске Ultimate Spider-Man № 70 (февраль 2005) команда Ultimates сражается с персонажем, выглядящем как Детлок, которого Человек-паук называет «парень-полуробот-полузомби». Супергерои берут его под стражу.

### Marvel Knights
В серии 2010 года Marvel Knights действия происходят в ближайшем будущем, где компания Roxxon держит в своих руках практически всю мировую экономику, а война является зрелищным видом спорта. Лютер Мэннинг и Майк Трэверс два высших «игрока» Roxxon, Мэннинг обладает превосходным боевыми навыками, а Трэверс является их самым популярным игроком из-за его товарного громким и красочным личности. После того как Трэверс в одной из военных игр убил как себя, так и Мэннинга, учёные Roxxon воскресили их как киборгов Детлоков.

## Появления вне комиксов

### Телевидение

Джей Август Ричардс в роли Майкла Питерсона/Детлока в сериале "Агенты «Щ.И.Т.»

- Детлок появляется в телесериале «Агенты Щ.И.Т.», являющемся частью Кинематографической вселенной Marvel. Его зовут Майк Петерсон (роль исполняет Джей Август Ричардс), который был введён в пилотном эпизоде сериала. Майк был обычным человеком, который получил сверхчеловеческую силу и другие способности с помощью препарата, созданного проектом «Сороконожка», после ранения во время его работы. Хотя другие люди самоликвидировалась из-за содержащихся в препарате веществ, агентам Щ. И.Т. во главе с Филом Колсоном удалось нейтрализовать этот эффект. Был принят на работу Колсоном, чтобы помочь его команде в эпизоде "The Bridge", в конце которого Петерсон, казалось, погибает от взрыва, но на самом деле остаётся жив, лишившись правой ноги. Оказавшись вместе с сыном Эйсом в плену у Гидры, Петерсон вынужден позволить быть преобразованным с помощью технологий CyberTek Industries в киборга Детлока, чтобы помочь Джону Гаррету в качестве его личного телохранителя. В эпизоде "Beginning of the End" Скай удаётся освободить Эйса, после чего Петерсон смертельно ранит Гарретта.
- Петерсон позже появляется во втором сезоне, чтобы помочь Колсону и Лэнсу Хантеру сбежать от агентов Щ. И.Т., посланных Робертом Гонсалесом. Во время событий эпизода «The Frenemy of My Enemy», Петерсон вместе с представителем Нелюдей Линкольном Кэмпбеллом был захвачен Гидрой. В эпизоде "The Dirty Half Dozen", учёным Гидры удаётся удалить кибернетический глаз и ногу Петерсона, с его травмами позже разбирается Джемма Симмонс.
- Следующее появление Детлока было в 12 серии 5 сезона, где помогает Колсону в борьбе с материализованными страхами, в том числе со своим двойником. Он присутствует на свадьбе Фитца и Симмонс, но, по словам Колсона, не собирается оставаться в команде, потому что работает один.

### Мультфильмы
- В анимированном комиксе «Чёрная пантера» команда Детлоков показана вторгающейся в Ваканду.
- Детлок, озвученный Марком Хидретом, появляется в одноимённом эпизоде мультсериала «Халк и агенты У.Д.А.Р.». Он прибывает из будущего чтобы убить Супер-Скрулла и предотвратить порабощение Скруллами планеты Земля. Он жертвует своим реактором для уничтожения корабля Скруллов, в результате чего отключается, в финале серии Женщина-Халк вставляет ему новый реактор, присланный Тони Старком.

### Видеоигры
- Детлок появляется как вспомогательный персонаж Человека-паука и Венома в игре Spider-Man and Venom: Maximum Carnage.
- Детлок появляется как играбельный персонаж в игре Marvel: Future Fight.
- Детлок появляется как играбельный персонаж в Marvel: Avengers Alliance 2.